# エクイナス
エクイナス (Ekuinas) とも称されるエクイティ・ ナショナル・ベルハド (Ekuiti Nasional Berhad) は、マレーシア政府が所有するプライベート・イクイティー組織。政府系ファンドのひとつ。2009年に設立され、革新的な企業体を創出して経済参加を促すことでブミプトラ政策を推進し、マレーシアにおけるプライベート・イクイティー事業の前進を図ることを目指している。
エクイナスは、6つの中核的な領域、すなわち、飲食物の小売、日用消費財、石油・ガス、サービス、教育、ヘルスケアの各分野において、30億リンギット以上の資金を運用している。これまでにエクイナスが投資し、一定以上の影響力を行使し得る立場を確保してきた企業や組織には、アライアンス・コスメティック・グループ (Alliance Cosmetics Group)、ILMU教育グループ (ILMU Education Group)、アイコン・オフショア (Icon Offshore Berhad)、オーキム (Orkim Sdn Bhd) や、マレーシアで、ザ マンハッタン フィッシュ マーケット (Thef Manhattan Fish Market) やトニーローマのマレーシアにおけるフランチャイジーなどがある。アライアンス・コスメティック・グループの株式は、2016年に全額が売却された。
エクイナスの証券化商品のひとつであるエクイナス・ダイレクト（トランシェI）ファンド (Ekuinas Direct (Tranche I) Fund) は、2015年にはポートフォリオ上で、グロスの年間内部収益率 (IRR) 14.8%、正味の年間IRRで10.9%に相当する、5億9130万リンギットの粗利益を上げた 。